# Sylvain Marveaux
Sylvain Marveaux, né le 15 avril 1986 à Vannes (Morbihan), est un ancien footballeur français qui évoluait au poste de milieu offensif.
Son frère Joris Marveaux a également été footballeur professionnel.

## Biographie
Fils d'un père martiniquais et d'une mère bretonne, Sylvain Marveaux commence à jouer au football dans un club de quartier de Vannes, l'AS Ménimur, à l'âge de six ans.
En 1999, Marveaux intègre le Centre de préformation régional de Ploufragan, où il côtoie Yoann Gourcuff, tout en évoluant le week-end avec le Vannes OC.

### Stade rennais
En 2001, comme Yoann Gourcuff, Marveaux intègre le centre de formation du Stade rennais. Reconnu comme l'un des meilleurs espoirs de sa génération, il devient alors rapidement un membre incontournable des équipes de France de jeunes, dont il fréquente toutes les catégories d'âge. En 2005, il rate pourtant l'Euro des moins de 19 ans, victime d'une rupture des ligaments croisés du genou en mars 2005,. En son absence, ses coéquipiers remportent la compétition.
De retour sur les terrains en septembre 2005, Marveaux parvient à l'issue de la saison à décrocher son premier contrat professionnel, en même temps que Romain Danzé et Papakouli Diop. Le 5 août 2006, pour le premier match de la saison, une cascade de blessures dans l'effectif rennais amène Pierre Dréossi à lui faire confiance en le titularisant, mais à un poste d'arrière gauche qui n'est pas le sien. Par la suite, il multiplie les apparitions en équipe première, disputant vingt-huit matchs et marquant cinq buts en Ligue 1 pour sa première saison au haut niveau. Barré par Olivier Thomert au poste de milieu gauche, il ne parvient pas à confirmer lors de la saison suivante.
Le 19 août 2008, lors d'un match avec l'équipe de France espoirs, Marveaux est victime d'une déchirure des adducteurs qui le tient longtemps éloigné des terrains, d'autant que la blessure occasionne quelques complications. Finalement, Marveaux ne retrouve la compétition qu'à la mi-mai 2009, après avoir assisté à la défaite de ses coéquipiers en finale de la Coupe de France, à laquelle il ne prend donc pas part.
Avec l'arrivée de Frédéric Antonetti à l'été 2009 au poste d'entraîneur du Stade rennais, Sylvain Marveaux gagne ses galons de titulaire sur le côté gauche de l'attaque. Devenu indiscutable, il réussit à se montrer décisif à de nombreuses reprises pour son équipe. Ses performances sont alors saluées par la presse, et son nom est évoqué pour intégrer l'équipe de France,. Finalement non retenu, ni par Raymond Domenech, ni par Laurent Blanc, il commence la saison 2010-2011 par une nouvelle série de blessures aux adducteurs qui le tient à plusieurs reprises éloigné des terrains. À nouveau opéré de ses adducteurs en février 2011, il ne dispute aucun match à partir de la fin novembre 2010.

### Newcastle United
En fin de contrat, il signe pour cinq ans le 18 juin 2011 avec le club anglais de Newcastle United.

#### Prêt concluant à Guingamp
Après trois saisons de Premier League, marquées pour lui par plusieurs blessures et le fait d'être principalement remplaçant, ce qui amène à considérer son passage au club anglais comme un échec, il retrouve la Bretagne le 22 juillet 2014 où il est prêté à Guingamp pour une saison. Malgré deux grosses blessures musculaires, il y dépassera la barre des 30 matchs disputés (toutes compétitions confondues), inscrivant un but et deux passes décisives en championnat ainsi qu'un doublé face au PAOK Salonique en Ligue Europa synonyme de premier succès dans cette compétition pour l'EAG.

#### Retour difficile en Premier League
Après avoir retrouvé un quotidien de joueur en Bretagne, sa saison est de nouveau tronquée dès l'été par une blessure à l'aine. Prié de retrouver des sensations avec l'équipe réserve, il est de temps en temps supervisé par Steve McClaren qui le convoque pour la première fois de la saison le 12 janvier 2016 lors de la réception de Manchester United. Il ne prend alors pas place sur le pré mais sur le banc. Tout comme le 23 janvier 2016 pour un déplacement à Watford.
En avril 2016, il fait partie d'une liste de 58 joueurs sélectionnables en équipe de Bretagne, dévoilée par Raymond Domenech qui en est le nouveau sélectionneur.
Sans avoir disputé une seule minute de temps de jeu au cours de cette saison 2015-2016, il trouve un accord le 5 mai 2016 pour une rupture de contrat à l'amiable, à l'instar de son coéquipier Gabriel Obertan.

### FC Lorient
Il rebondit le 15 juillet 2016 au FC Lorient où il s'engage pour un contrat d'un an. Sous les couleurs d'un club qu'a également connu son frère Joris de 2001 à 2006, il espère prendre un nouveau départ après une saison sans jouer.

#### Prêt à l'AS Nancy-Lorraine
Le 26 janvier 2019, il est prêté pour six mois à l'AS Nancy-Lorraine, alors 19e de Ligue 2 et dont il essaiera d'empêcher la relégation.

### Suite aux États-Unis
En fin de contrat avec le FC Lorient à l'été 2021, il s'engage librement à l'Independence de Charlotte le 29 juin 2021 et participe alors au USL Championship, la deuxième division nord-américaine pour sa dernière saison comme joueur professionnel.

## Statistiques
| Saison                | Club                      | Championnat           | Championnat | Championnat | Championnat | Coupe nationale | Coupe nationale | Coupe nationale | Coupe de la Ligue | Coupe de la Ligue | Coupe de la Ligue | Supercoupe | Supercoupe | Supercoupe | Compétition(s) continentale(s) | Compétition(s) continentale(s) | Compétition(s) continentale(s) | Compétition(s) continentale(s) | Total | Total | Total |
| Saison                | Club                      | Division              | M.          | B.          | P.d.        | M.              | B.              | P.d.            | M.                | B.                | P.d.              | M.         | B.         | P.d.       | Comp.                          | M.                             | B.                             | P.d.                           | M.    | B.    | P.d.  |
| 2006-2007             | Stade rennais FC          | Ligue 1               | 28          | 5           | 2           | 1               | 0               | 0               | 3                 | 1                 | 1                 | -          | -          | -          | -                              | -                              | -                              | -                              | 32    | 6     | 3     |
| 2007-2008             | Stade rennais FC          | Ligue 1               | 24          | 0           | 1           | 1               | 0               | 0               | 2                 | 0                 | 0                 | -          | -          | -          | C3                             | 5                              | 1                              | 1                              | 32    | 1     | 2     |
| 2008-2009             | Stade rennais FC          | Ligue 1               | 5           | 0           | 1           | 0               | 0               | 0               | 0                 | 0                 | 0                 | -          | -          | -          | C3+CI                          | 1+2                            | 0+0                            | 0+0                            | 8     | 0     | 1     |
| 2009-2010             | Stade rennais FC          | Ligue 1               | 35          | 10          | 8           | 3               | 2               | 0               | 0                 | 0                 | 0                 | -          | -          | -          | -                              | -                              | -                              | -                              | 38    | 12    | 8     |
| 2010-2011             | Stade rennais FC          | Ligue 1               | 10          | 1           | 3           | 0               | 0               | 0               | 0                 | 0                 | 0                 | -          | -          | -          | -                              | -                              | -                              | -                              | 10    | 1     | 3     |
| Sous-total            | Sous-total                | Sous-total            | 102         | 16          | 15          | 5               | 2               | 0               | 5                 | 1                 | 1                 | 0          | 0          | 0          | -                              | 8                              | 1                              | 1                              | 120   | 20    | 17    |
| 2011-2012             | Newcastle United          | Premier League        | 7           | 0           | 1           | 0               | 0               | 0               | 3                 | 0                 | 2                 | -          | -          | -          | -                              | -                              | -                              | -                              | 10    | 0     | 3     |
| 2012-2013             | Newcastle United          | Premier League        | 22          | 1           | 5           | 1               | 0               | 0               | 1                 | 0                 | 0                 | -          | -          | -          | C3                             | 12                             | 1                              | 1                              | 36    | 2     | 6     |
| 2013-2014             | Newcastle United          | Premier League        | 9           | 0           | 0           | 0               | 0               | 0               | 2                 | 0                 | 0                 | -          | -          | -          | -                              | -                              | -                              | -                              | 11    | 0     | 0     |
| 2015-2016             | Newcastle United          | Premier League        | 0           | 0           | 0           | 0               | 0               | 0               | 0                 | 0                 | 0                 | -          | -          | -          | -                              | -                              | -                              | -                              | 0     | 0     | 0     |
| Sous-total            | Sous-total                | Sous-total            | 38          | 1           | 6           | 1               | 0               | 0               | 6                 | 0                 | 2                 | 0          | 0          | 0          | -                              | 12                             | 1                              | 1                              | 57    | 2     | 9     |
| 2014-2015             | EA Guingamp (prêt)        | Ligue 1               | 24          | 1           | 4           | 2               | 0               | 1               | 0                 | 0                 | 0                 | 1          | 0          | 0          | C3                             | 6                              | 2                              | 1                              | 33    | 3     | 6     |
| 2016-2017             | FC Lorient                | Ligue 1               | 24          | 5           | 6           | 2               | 0               | 0               | 1                 | 0                 | 0                 | -          | -          | -          | -                              | -                              | -                              | -                              | 27    | 5     | 6     |
| 2017-2018             | FC Lorient                | Ligue 2               | 27          | 7           | 5           | 1               | 0               | 0               | 0                 | 0                 | 0                 | -          | -          | -          | -                              | -                              | -                              | -                              | 28    | 7     | 5     |
| 2019-2020             | FC Lorient                | Ligue 2               | 4           | 1           | 0           | 0               | 0               | 0               | 0                 | 0                 | 0                 | -          | -          | -          | -                              | -                              | -                              | -                              | 4     | 1     | 0     |
| Sous-total            | Sous-total                | Sous-total            | 55          | 13          | 11          | 3               | 0               | 0               | 1                 | 0                 | 0                 | 0          | 0          | 0          | -                              | 0                              | 0                              | 0                              | 59    | 13    | 11    |
| 2018-2019             | AS Nancy-Lorraine (prêt)  | Ligue 2               | 9           | 5           | 0           | 0               | 0               | 0               | 0                 | 0                 | 0                 | -          | -          | -          | -                              | -                              | -                              | -                              | 9     | 5     | 0     |
| 2021                  | Independence de Charlotte | USL Championship      | 21          | 7           | 0           | -               | -               | -               | -                 | -                 | -                 | -          | -          | -          | -                              | -                              | -                              | -                              | 21    | 7     | 0     |
| Total sur la carrière | Total sur la carrière     | Total sur la carrière | 249         | 43          | 36          | 11              | 2               | 1               | 12                | 1                 | 3                 | 1          | 0          | 0          | -                              | 26                             | 4                              | 3                              | 299   | 50    | 43    |